# Chloropella albifrons
Chloropella albifrons är en tvåvingeart som först beskrevs av Walker 1849.  Chloropella albifrons ingår i släktet Chloropella och familjen fritflugor. Inga underarter finns listade i Catalogue of Life.